# Хінолін
Хінолі́н — органічна речовина, ароматична гетероциклічна сполука. Молекула складається з двох анельваних ароматичних шестичленних кілець — бензенового та піридинового. Брутто-формула C9H7N. Хінолін може розглядатися як молекула нафталіну у якій один з вуглеців заміщено на азот. Хінолін — безбарвна, гігроскопічна рідина. Дипольний момент молекули становить 2,29 D

## Поширення у природі

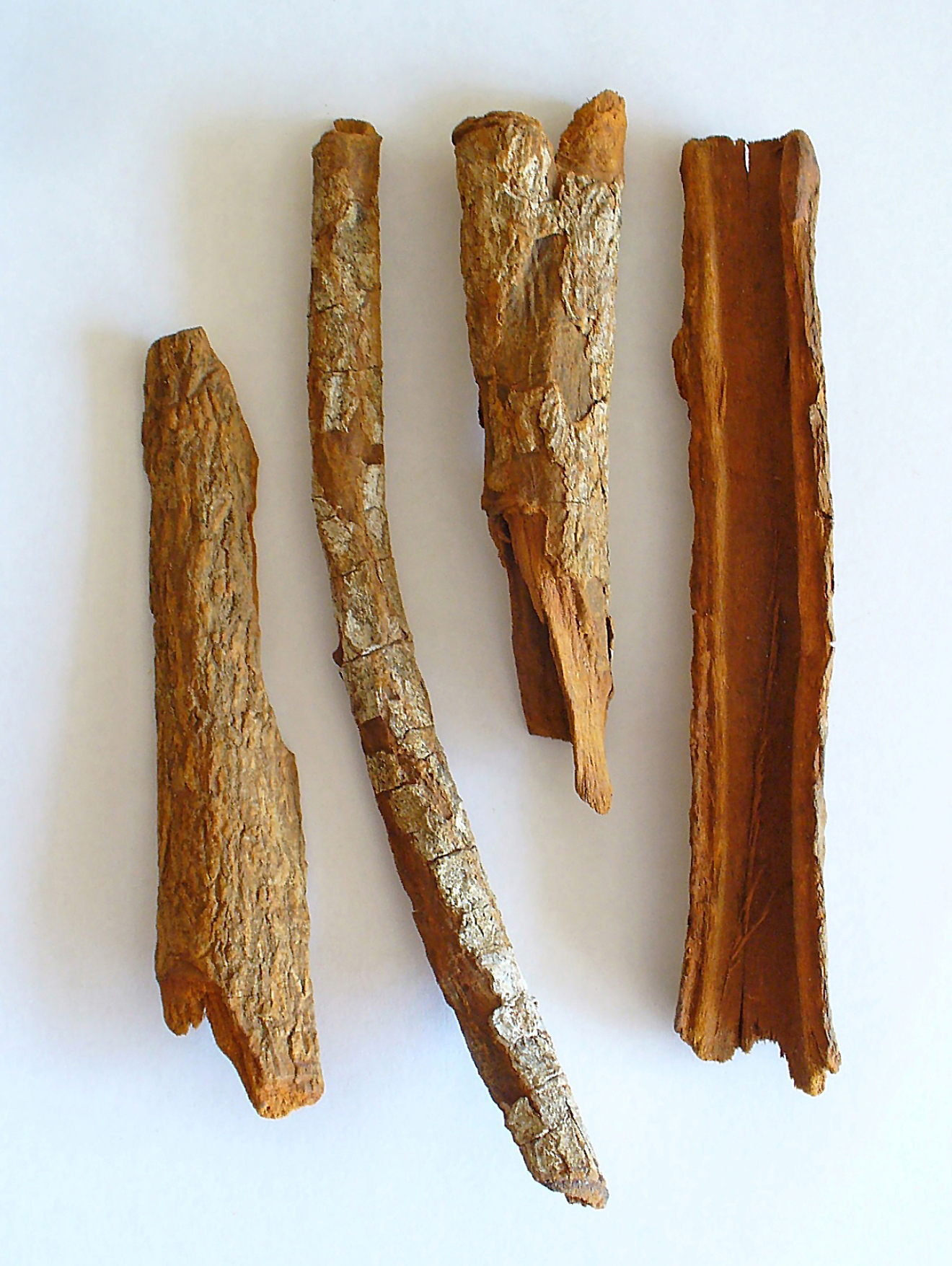
Chinarinde (Cinchona officinalis)

У вільній формі хінолін у природі не зустрічається. Проте хінолінове ядро входить до складу багатьох алкалоїдів.

## Номенклатура

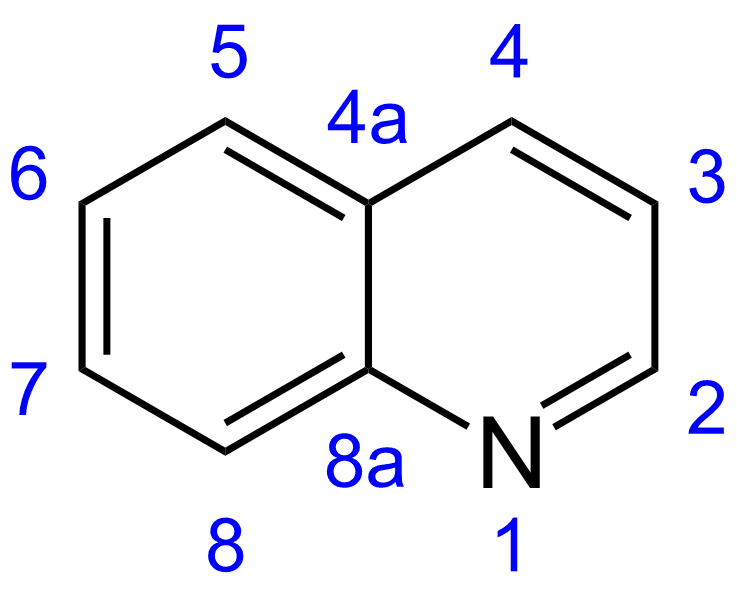
Нумерація атомів хінолінового кільця

Хінолін також можна називати Бензопіридин та 1-Азанафтален

## Отримання

### Промисловий метод
Синтез хіноліну з аніліну та гліцерину (синтез Скраупа) було проведено Зденко Скраупом в 1880 році.
- Синтез за Фрідлендером у присутності кислот Льюїса[8][9],[10][11]:

- Синтез за Нематовскі (Niemantowski)[12]:

### Інші шляхи синтезу
Відомо багато синететичних реакцій приготування заміщених хінолінів:
- Conrad-Limpach-Synthese — Реакція аніліну з β-кетоестерами [14]

- Реакція Поварова (циклоприєднання активованого алкену до основи Шифа утвоненої анілном та альдегідом [15][16][17],[18]
- Camps-Chinolinsynthese (циклізація о-ациламіно-ацетофенону в лужному середовищі)[19]
- Синтез Кнорра[20] — циклізація β-кетоаніліду в 2-гідроксихінолін в присутності сірчаної кислоти. (Вперше описано Ludwig Knorr(інші мови) в 1886р [21])

- Gould-Jacobs-Reaktion(інші мови)[22] (конденсація аніліну з етоексиметиленмалонатами в 3-карбокси-4-гідроксихінолін) [23].
- Синтез Комба (Combes) — конденсація незаміщеного аніліну з β-дикетоном, що протікає через основу Шиффа та дає хінолін після циклізації в кислому середовищі.[24][25]

Деякі похідні хіноліну є алкалоїдами. Більшість з них в клітинах синтезується, виходячи з триптофану 

### Фізичні властивості
За нормальних умов хінолін — безбарвна рідина (Ткип=237,2 °C, Тпл= −14,8 °C), з високим показником заломлення світла (1,6262 при 21 °C і λ=589 нм Густина 1,10 г/см³. Хінолін діамагнітний(−86,1·10−6 см3·моль−1) und weist ein Дипольний момент молекули хіноліну 2,29 D. В'язкість при 25 °C становить 3,337 мПа·с.−1, а теплопровідність — 0,147 W·(m·K)−1.
Хінолін кристалізується в моноклинну ґратку (P21/c) з параметрами a = 992 пм, b = 1085 пм, c = 1337 пм і β = 106,5° (8 молекул на комірку). Слабкі водневі зв'язки C-H-N і C-H-(π-система).
На противагу піридину, хінолін погано розчиняється у воді (6г/л при 20 °C). З органічними розчинниками (етанол, ацетон, вуглеводи) хінолін змішується повністю.

## Будова молекули

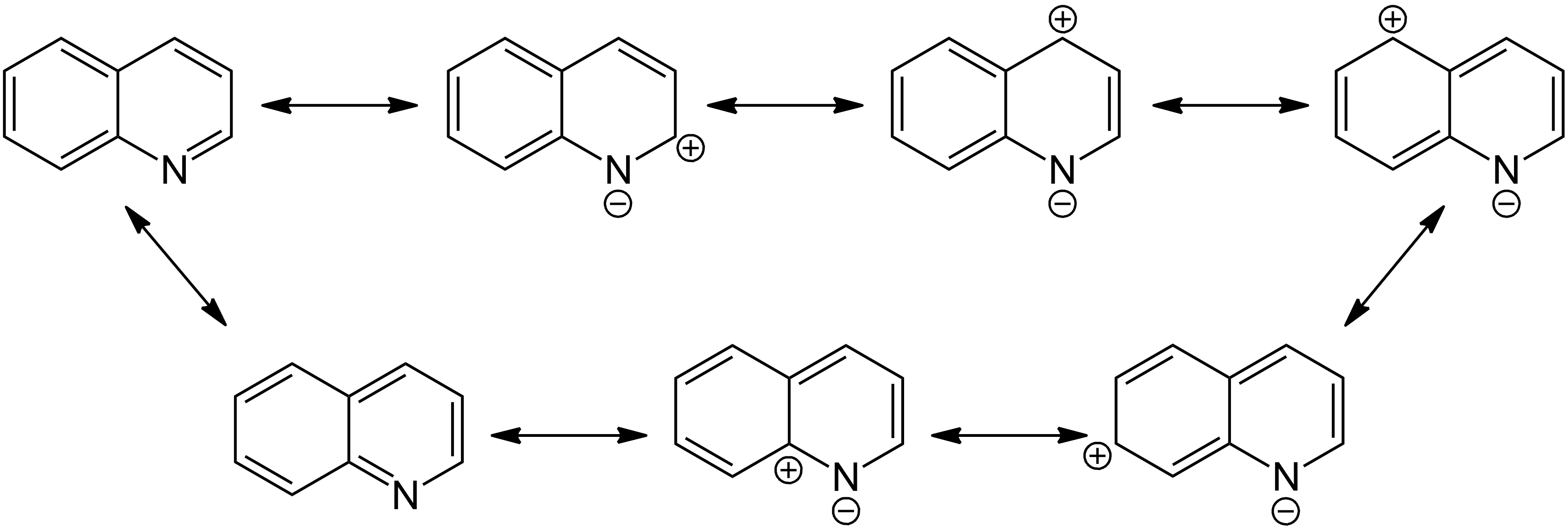
Мезомерні структури хіноліну

Хінолін має кон'юговану систему з десятьма π-електронами, аналогічну до нафталінової. Молекула плоска й підпадає під правило Хюкеля (4n+2 електрони) для ароматичних систем. Атом азоту відтягує електронну густину з кільця. Всі атоми кілець хіноліну мають sp2-гібридизацію.

Довжини зв'язків та кути в молекулі хіноліну
Пі-електронна густина в молекулі хіноліну

## Хімічні властивості
Хінолін — слабка основа. Він протонується сильними кислотами по азоту, утворюючи солі (наприклад, гідрохлорид (C9H7N·HCl), Т пл. 134 °C. З кислотами Льюїса утворює продукти приєднання (аналогічно піридину).
Атом азоту має sp2 гібридизацію й проявляє відповідні властивості «піридинового азоту».
Ароматична система хіноліну збіднена електронами порівняно з аналогічною пі-системою нафталіну. Він важче вступає в реакції електрофільного заміщення та окислення, які переважно протікають в бензольному ядрі. Натомість реакції нуклеофільного заміщення характерні для позицій 2 та 4 піридинового ядра.

### Електрофільне заміщення

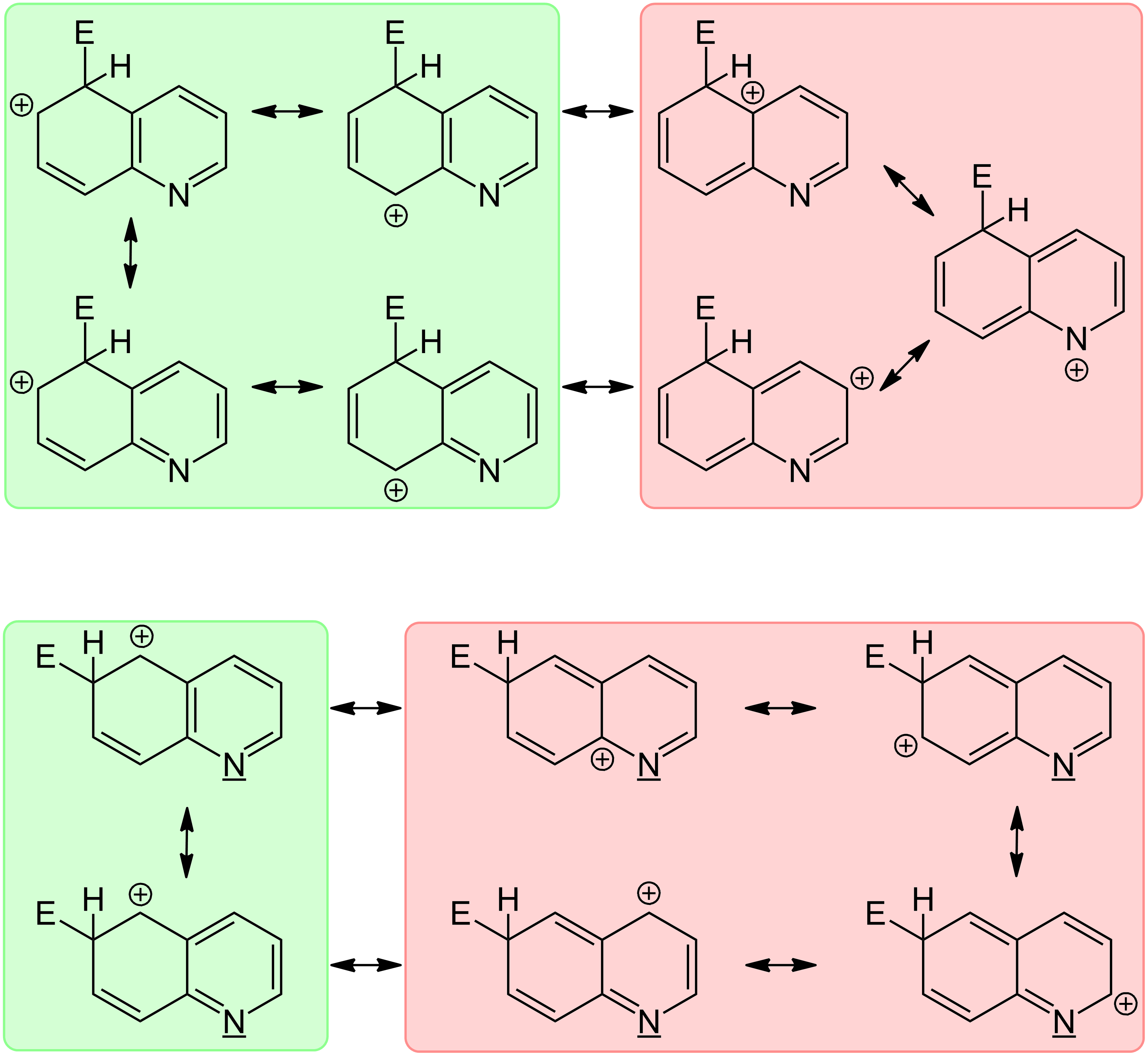
Мезомерні структури σ-комплексу при елктрофільному заміщенні хіноліну в позиції 5- та 6 (E = Електрофіл). Червоним позначено структури, де порушено обидів π-системи.

Піридинове кільце хіноліну дезактивоване, електрофільне заміщення протікає в положення 5 та 8 бензольного ядра.
- Сульфування олеумом при помірних температурах (90 °C) відбувається у позицію 8 (і частково 5), оскільки перехідний стан має нижчу енергію (кінетичний контроль реакції). Натомість при температурі 250—300nbsp;°C утворюється термодинамічно стабільніший ізомер заміщений по позиції 6.[33] Відносно чистий продукт сульфування по позиції 5 можна отримати проводячи реакцію в присутності сульфату ртуті(ІІ).
- Галогенування хіноліну молекулярними галогенами потребує жорстких умов. Бромування в сірчаній кислоті дає 5- та 8-бромхінолін.[34] Виходячи з гідроброміду хіноліну можна провести заміщення по позиції 3.[35]

### Нуклеофільне заміщення

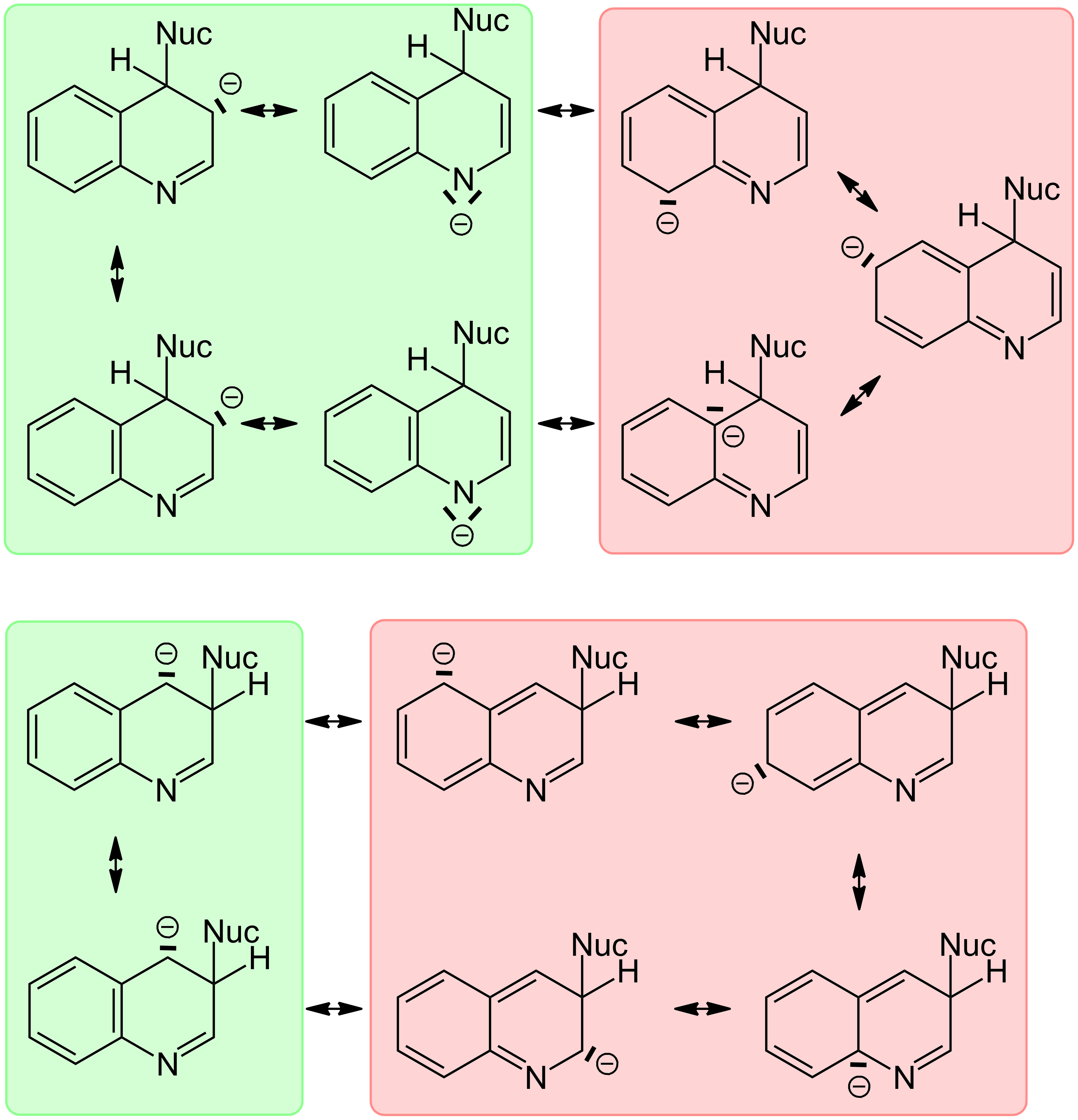
Мезомерні структури перехідних комплексів при нуклеофільному заміщенні хіноліну в різні позиції

Багато реакцій нуклеофільного заміщення хіноліну протікають аналогічно реакціям піридину, переважно в електронно-дефіцитне положення 2 піридинового кільця.
Реакція Чичибабіна (амінування за допомогою аміду калію в рідкому аміаку) при −66 °C протікає в альфа-положення до азоту. При збільшенні температури реакції до −40 °C, відбувається ізомеризація в термодинамічно більш стабільний 4-заміщений продукт. Така сама закономірність діє і для літіювання (2- термодинамічний контроль 4- кінетичний контроль).
Хінолін може бути напряму проалкільований бутиллітієм; утворений продукт приєднання по позиції 2 гідролізується водою та легко ароматизується (дегідрується) нітробензолом.

### Окислення та відновлення
Хінолін можна окислити пербензойною кислотою в N-оксид (аналог піридин-N-оксиду). Бензенове ядро багатше пі-електронами й легше окислюється. Так при дії KMnO4 (перманганат калію) утворюється хінолінова кислота, MnO2 чи азотна кислота дають той же продукт:
Озоноліз хіноліну приводить до піридин-2,3-диальдегіду, який може бути окиснено використовуючи пероксид водню в хінолінову кислоту.
У залежності від умов реакції можна селективно прогідрувати як бензольне так і піридинове кільце хіноліну. Водень в метанолі на платиновому каталізаторі відновлює піридинове ядро. Це ж кільце гідрується ціаноборогідридом натрію, борогідридом натрію, борогідридом цинку  в присутності хлориду нікелю(ІІ). Селективне гідрування бензольного ядра можливе в сильнокислому середовищі (H2/Pt). (або TFA/PtO2/H2) При дещо жорсткіших умовах і тривалішому проведенні реакції можна досягти повного гідрування подвійних зв'язків. Літійалюмогідрид може відновити хінолін до 1,2-дигідрохіноліну  В той же час обробка літієм в рідкому амоніаку дає 1,4- та/чи 3,4-дигідрохінолін. Останні сполуки легко вступають в подальші реакції та ізомеризуються.